# Tshwane Open
Het Tshwane Open is een jaarlijks golftoernooi in Zuid-Afrika, dat deel uitmaakt van de Sunshine Tour en de Europese PGA Tour. Het werd opgericht in 2013 en het vindt jaarlijks plaats op verschillende golfbanen in Tshwane.
Het wordt gespeeld in een strokeplay-formule van vier ronden (72-holes) en na de tweede ronde wordt de cut toegepast.

## Geschiedenis
De eerste editie van het Tshwane Open was van 28 februari tot en met 3 maart 2013 en werd gespeeld op de Copperleaf Golf & Country Estate in Tshwane. De stad wil met dit toernooi publiciteit krijgen en toerisme aantrekken. Het prijzengeld was €1.500.000. In 2015 verhuisde het toernooi naar de Pretoria Country Club in Waterkloof.

## Golfbanen
| Jaren      | Golfbaan                         | Par | Stad       |
| ---------- | -------------------------------- | --- | ---------- |
| 2013-2014  | Copperleaf Golf & Country Estate | 72  | Centurion  |
| 2015-heden | Pretoria Country Club            | 70  | Waterkloof |

## Winnaars
| Jaar | Winnaar            | Score | Score | Info |
| ---- | ------------------ | ----- | ----- | ---- |
| 2013 | Dawie Van der Walt | 267   | –21   |      |
| 2014 | Ross Fisher        | 268   | –20   |      |
| 2015 | George Coetzee     | 266   | –14   |      |

 Dimension Data Pro-Am ·
 Joburg Open ·
 Afrika Open ·
 Tshwane Open ·
 Investec Cup ·
 Zimbabwe Open ·
 Zambia Open ·
 Zambia Sugar Open ·
 Royal Swazi Sun Open ·
 AfrAsia Bank Mauritius Open ·
 Lombard Insurance Classic ·
 Vodacom Origins of Golf Tour I ·
 Vodacom Origins of Golf Tour II ·
 Sun City Challenge ·
 Vodacom Origins of Golf Tour III ·
 Wild Waves Golf Challenge ·
 Vodacom Origins of Golf Tour IV ·
 Sun Boardwalk Golf Challenge ·
 BMG Classic ·
 Vodacom Origins of Golf Tour V ·
 Nedbank Affinity Cup ·
 Vodacom Origins of Golf Tour Finale
 Nedbank Golf Challenge ·
 Alfred Dunhill Championship ·
 South African Open ·
 Abu Dhabi Golf Championship ·
 Qatar Masters ·
 Dubai Desert Classic ·
 Malaysian Open ·
 Thailand Classic ·
 Indian Open ·
 Joburg Open ·
 WGC - Championship ·
 Africa Open ·
 Tshwane Open ·
 Madeira Island Open ·
 Trophée Hassan II ·
 The Masters · 
 Shenzhen International ·
 Volvo China Open ·
 WGC - Match Play Championship ·
 Mauritius Open ·
 Open de España ·
 BMW PGA Championship ·
 Irish Open ·
 Nordea Masters ·
 Lyoness Open ·
 US Open · 
 BMW International Open ·
 Open de France ·
 Scottish Open ·
 The Open Championship · 
 European Masters ·
 Paul Lawrie Matchplay ·
 WGC - Invitational ·
 US PGA Championship · 
 Made in Denmark ·
 Czech Masters ·
 Russian Open ·
 KLM Open ·
 Open d’Italia ·
 European Open ·
 Alfred Dunhill Links Championship ·
 World Match Play Championship ·
 Portugal Masters ·
 Hong Kong Open ·
 BMW Masters ·
 WGC - Champions ·
 Turks Open ·
 Dubai World Championship
EurAsia Cup · Ryder Cup · Seve Trophy · World Cup of Golf
2013 · 2014